# Marville-Moutiers-Brûlé
Marville-Moutiers-Brûlé is een gemeente in het Franse departement Eure-et-Loir (regio Centre-Val de Loire). De plaats maakt deel uit van het arrondissement Dreux. Marville-Moutiers-Brûlé telde op 1 januari 2022 1.027 inwoners.

## Geografie
De oppervlakte van Marville-Moutiers-Brûlé bedroeg op 1 januari 2022 20,24 vierkante kilometer; de bevolkingsdichtheid was toen 50,7 inwoners per km².

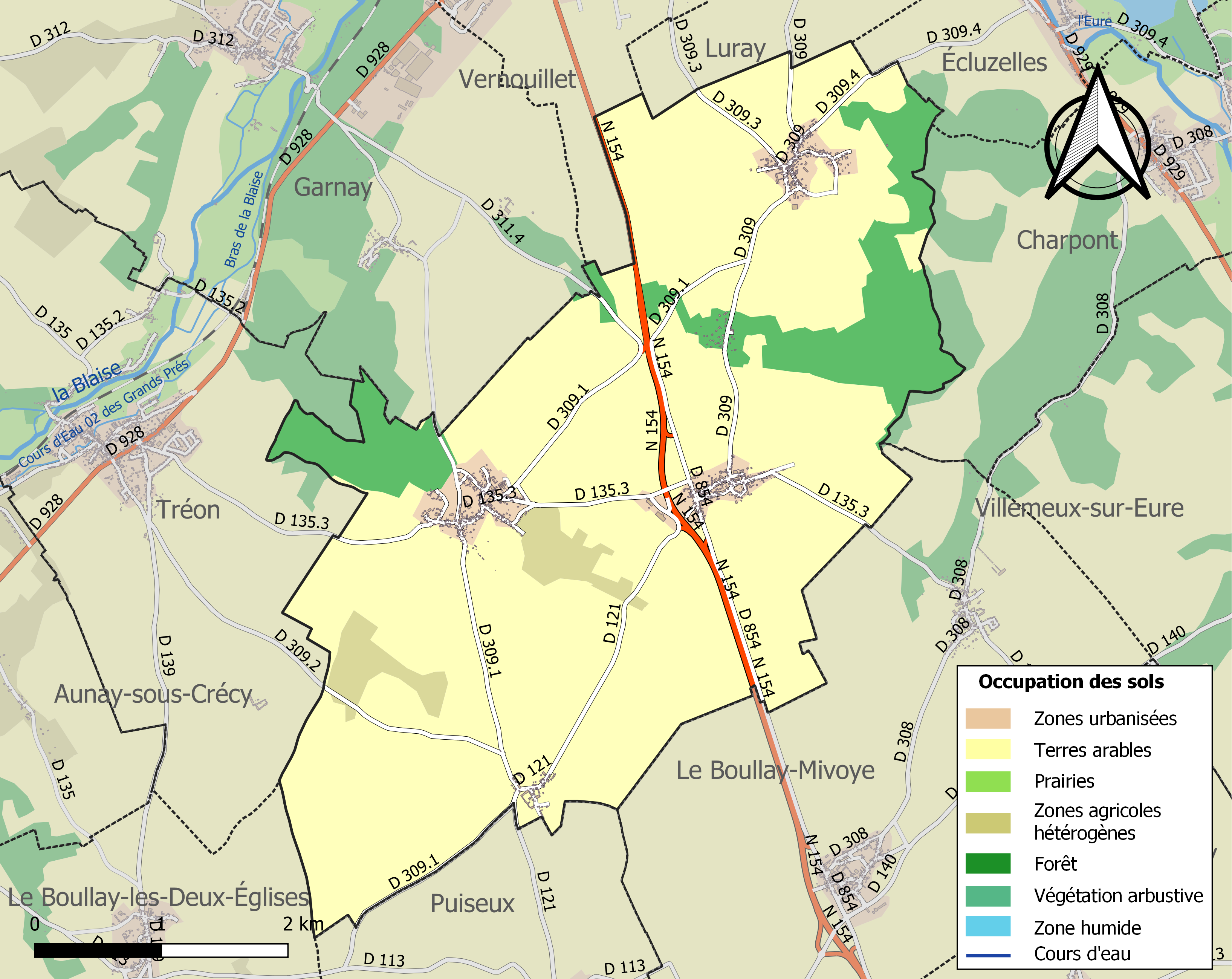
Kaart van de gemeente met belangrijkste infrastructuur, bodemgebruik en omliggende gemeenten

## Demografie
Onderstaande figuur toont het verloop van het inwonertal (bron: INSEE-tellingen).